# Село имени Карасай батыра
имени Карасай батыра (каз. Қарасай батыр ат.а., до 1993 г. — Михайловка) — село в Кордайском районе Жамбылской области Казахстана. Административный центр Карасайского сельского округа. Код КАТО — 314841100.

## Население
В 1999 году население села составляло 2808 человек (1383 мужчины и 1425 женщин). По данным переписи 2009 года, в селе проживали 3474 человека (1711 мужчин и 1763 женщины).

## Инфраструктура
С 1957 по 1997 годы в селе базировалось виноградарское хозяйство «Алмалы», на основе которого позднее было создано более 80 частных хозяйств.